# Aburista
Aburista is een geslacht van hooiwagens uit de familie Assamiidae.
De wetenschappelijke naam Aburista is voor het eerst geldig gepubliceerd door Roewer in 1935. 

## Soorten
Aburista is monotypisch en omvat slechts de volgende soort:
- Aburista termitarum